# Ledra arcuatifrons
Ledra arcuatifrons är en insektsart som beskrevs av Walker 1857. Ledra arcuatifrons ingår i släktet Ledra och familjen dvärgstritar. Inga underarter finns listade i Catalogue of Life.